# Capelle (Nord)
Capelle é uma comuna francesa na região administrativa de Altos da França, no departamento do Norte. Estende-se por uma área de 5.07 km². Em 2010 a comuna tinha 154 habitantes (densidade: 30,4 hab./km²).